# Spirostreptus flavicornis
Spirostreptus flavicornis är en mångfotingart som beskrevs av Carl Oscar von Porat 1876. Spirostreptus flavicornis ingår i släktet Spirostreptus och familjen Spirostreptidae. Inga underarter finns listade i Catalogue of Life.